# Chlorophorus yakitai
Chlorophorus yakitai là một loài bọ cánh cứng trong họ Cerambycidae.